# 弘道館

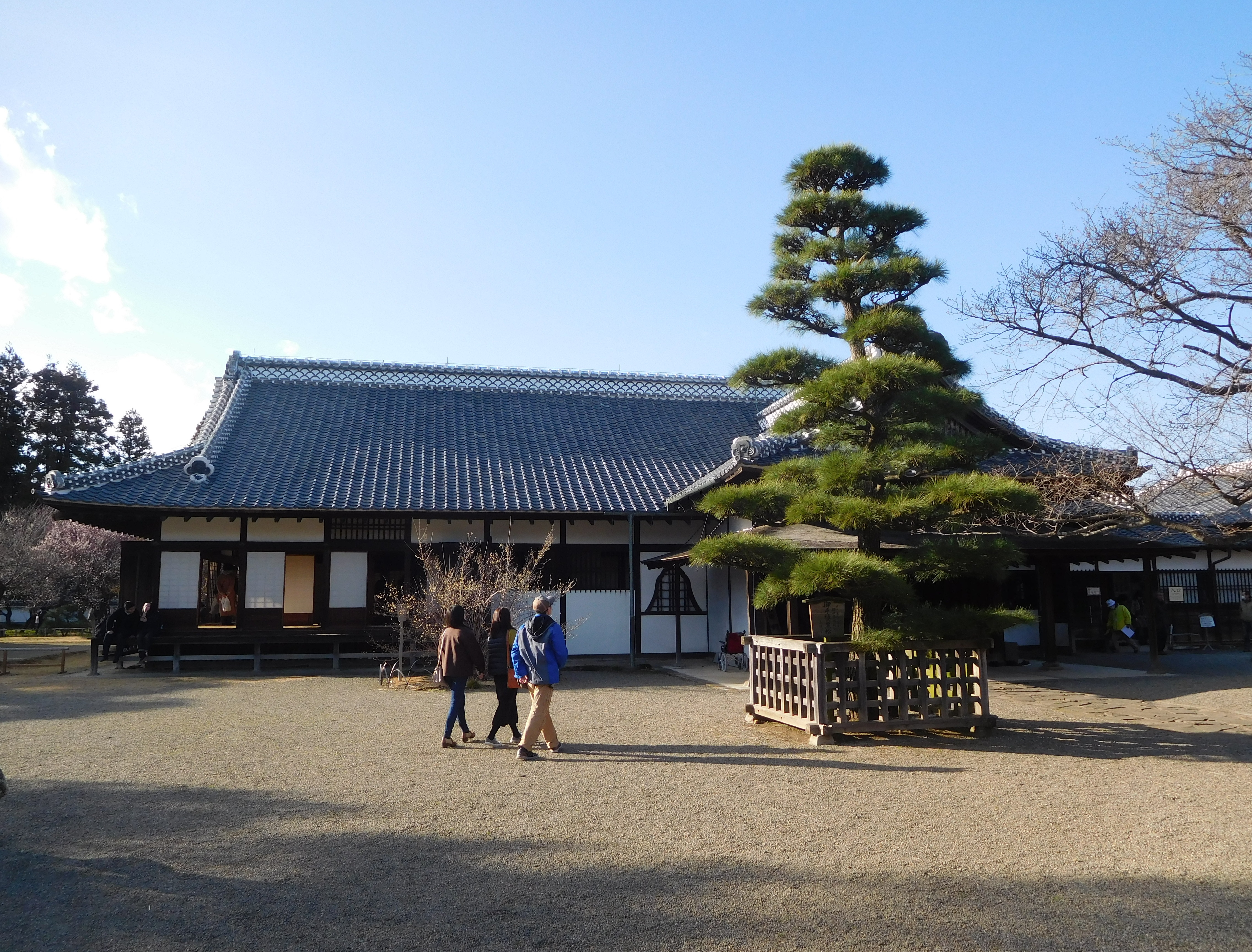
弘道館の正庁

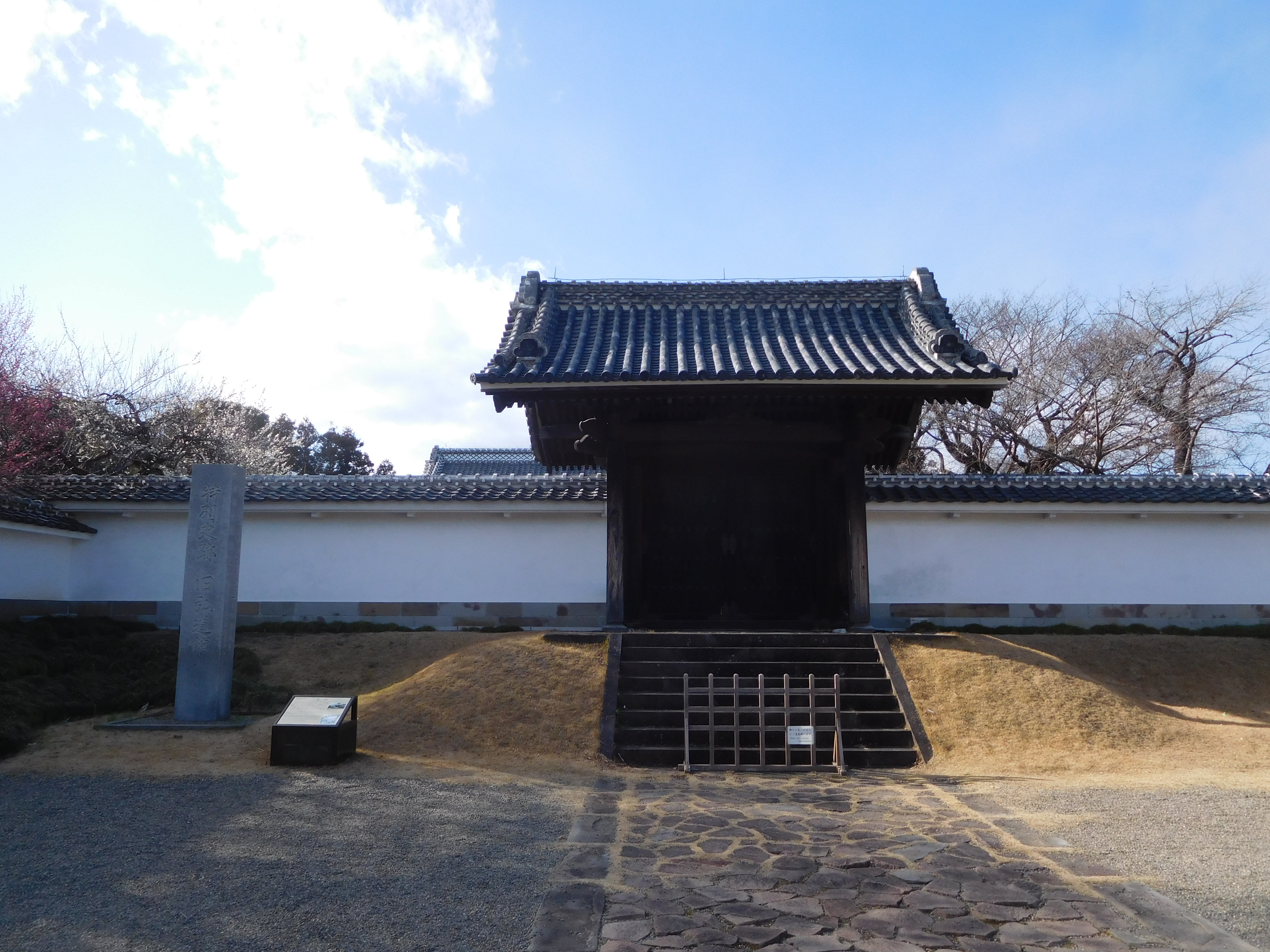
弘道館の正門

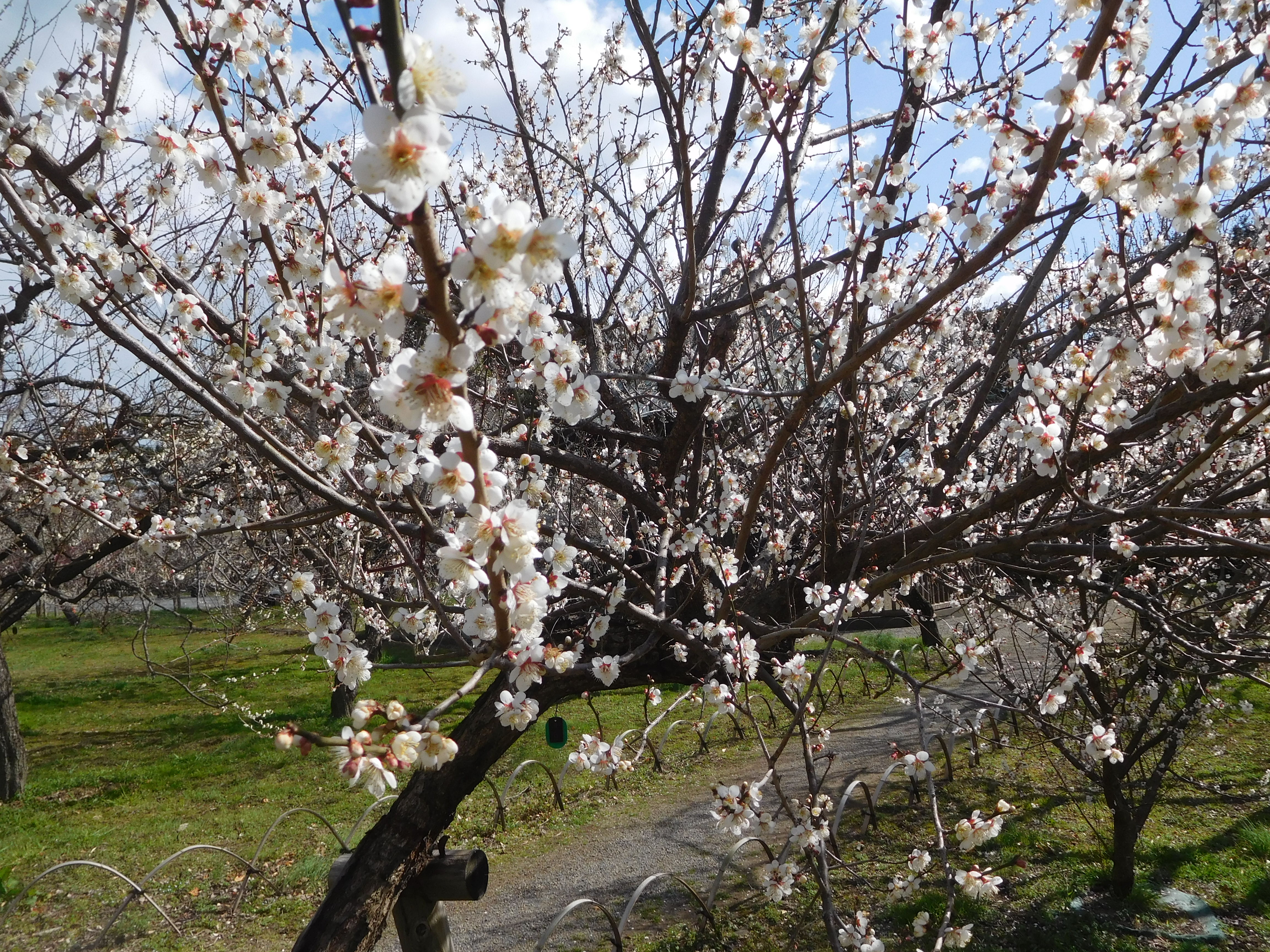
弘道館の梅

弘道館（こうどうかん）は、江戸時代後期に日本の常陸国水戸藩に作られた藩校。所在地は、茨城県水戸市三の丸1丁目6番内。

## 現状
現在の敷地は全て都市公園法（昭和31年法律第79号）に基づく都市公園であり、茨城県都市公園条例（昭和32年茨城県条例第26号）において弘道館公園（こうどうかんこうえん）とされている。茨城県の弘道館事務所は、茨城県水戸市三の丸1丁目6番29号にある。
文化財とされているのは、保存されている部分である旧弘道館（きゅうこうどうかん）であり、国の特別史跡に指定されている。その中の正庁・至善堂・正門は、国の重要文化財に指定されている。敷地面積は約10万5千平方メートルあり、藩校の敷地としては全国最大の規模であった。
なお、「旧弘道館」の建物については、茨城県都市公園条例において有料公園施設とされ、観覧は有料とされている。観覧料の管理は、都市公園法に規定する公園施設として、知事部局が行っている。文化財ではあるものの、博物館法における博物館（登録博物館）、博物館相当施設とはされていない。
2011年3月11日発生の東日本大震災で甚大な被害を受けた。このうち『弘道館記』を刻む弘道館記碑は2013年に修復が完了したが、その際、1953年修復時に本体背面に施されたコンクリートが除去されて、それ以前の姿にほぼ復元された。
2019年には、北柵御門と土塁、通路が復元され、12月19日に見学会が開かれた。
平成27年（2015年）4月24日に文化庁より発表された日本遺産「近世日本の教育遺産 ―学ぶ心・礼節の本源―」のストーリーを構成する水戸市内の文化財の一つである。

## 沿革
天保12年（1841年）7月に完成し、8月1日（9月15日）に仮開館（本開館は安政4年5月9日（1857年5月31日））。第9代水戸藩主の徳川斉昭によって水戸城三の丸内に作られた（弘道館設立の前は、山野辺家などの重臣層の屋敷地であった）。初代教授頭取には、会沢正志斎と青山拙斎が就いた。建造は戸田蓬軒が務めた。また、経営にあたる学校奉行には安島帯刀が任命された。八卦堂の『弘道館記』の碑には藤田東湖草案の建学の精神が漢文で書かれている。武道のほかにも、広く諸科学、諸学問が教育・研究された。
学問の教育・研究としては、当時広く行われていた文系のほかにも、一部の自然科学についても行われていた。また、第2代水戸藩主の徳川光圀が編纂を始めた『大日本史』の影響を受けた水戸学の舞台ともなった。当時の藩校としては規模が大きく、また水戸藩も財政が潤っていたとはいえなかったことから、当時の水戸藩の教育政策がうかがえるといわれている。通常、卒業の概念が設けられているものが多いが、学問は一生行うものであるという考え方に基いて特に卒業の概念を設けず、若者も老人も同じ場で学んだといわれている。
また、藩学出席強制日数という形式的な基準を設定していた。文武のうち、文館への入学には一定水準以上の学力が要件となったが、武館への入学は無試験であった。一方で、家格と実力が合致するような人材を育成するという目的から、家柄に基づいた出席日数の制限が行われ、家柄が低い者へは出席すべき日数が少なく設定されていた。
明治維新の際、水戸藩では改革派（天狗党）と保守派（諸生党）が激しく争い、弘道館もその舞台となった。慶応4年（1868年）4月、謹慎中の徳川慶喜は江戸開城の合意事項に沿って水戸に引き移り、弘道館の至善堂に入った。しかし当時の水戸藩では藩主慶篤が病没して藩主不在の混乱状態であり、慶喜が紛争に担ぎ上げられることが予測されたため、7月に慶喜は静岡に移った。改元して明治元年10月1・2日（1868年11月14・15日）には会津戦争で敗走した諸生党が水戸に舞い戻って弘道館に立てこもり、水戸城に入った本圀寺党・天狗党の残党らと大手門を挟んで戦闘する事態となり、文館・武館・医学館等多くの建物が銃砲撃により焼失した（弘道館戦争）。1872年（明治5年）12月8日に閉鎖され、その後は太政官布告により公園とされた。
弘道館が有していた蔵書の多くは国有とされ、後に設立された官立の旧制水戸高等学校が引き継いだが、昭和20年（1945年）8月1日から2日未明にかけての水戸空襲により国有化された蔵書は焼失した。そのほかの蔵書については、弘道館の伝統を引き継ぐために関係者によって作られた自彊舎に引き継がれ、その後は、弘道学舎、水戸塾、水戸学院、茨城中学校・茨城高等学校と続いている。現在、約1万冊程度の蔵書が現存し、茨城県立歴史館が委託などで管理を行っている。
また、徳川斉昭の意向により設立当初から多くの梅樹が植えられ、その由来が『種梅記』の碑に記されている。斉昭の漢詩『弘道館に梅花を賞す』には「千本の梅がある」とある。現在、敷地跡は梅樹約60品種800本が植えられており、梅の名所となっている。
なお、弘道館と同じく梅の名所である偕楽園は、弘道館に対し、心身保養の場として対に作られたものである。

## 文学作品のなかの弘道館
- 森鷗外『伊沢蘭軒』
  - 「花亭の語は詳（つまびらか）でなかつた。由緒書に徴するに、『文政二卯四月十七日五人扶持被下置、折々弘道館へ出席致世話候様』と云つてある。」
- 正岡子規『墨汁一滴』
  - 「その時の有様をいへば、不折氏は先づ四、五枚の下画を示されたるを見るに水戸弘道館等の画にて二寸位の小き物なれど筆力勁健にして凡ならざる所あり」
- 正岡子規『寒山落木』
  - 「烈公の冠正し梅の花」
- 島崎藤村『夜明け前・第一部上』
  - 「御三家の一つと言われるほどの親藩でありながら、大義名分を明らかにした点で。『常陸帯（ひたちおび）』を書き『回天詩史（かいてんしし）』を書いた藤田東湖はこの水戸をささえる主要な人物の一人（ひとり）として、少年時代の半蔵の目にも映じたのである。」
- 島崎藤村『夜明け前・第一部下』
  - 「しかし、慶喜も水戸の御隠居の子である。弘道館の碑に尊王の志をのこした烈公の血はこの人の内にも流れていた。」

## 園内施設と画像
正門
正門は本瓦葺四脚門である。柱などには、1868年（明治元年）10月の弘道館戦争の折に、城側から撃たれたと思われる弾痕が残っている。
正庁（学校御殿）
正庁（学校御殿）は弘道館の管理棟である。正庁の北と南にそれぞれ文館（居学・講習・句読・寄宿の四寮と、教職詰所などからなる）と武館（北側の撃剣場、間の槍術道場、南の居合・柔術・長刀などの稽古場、計三棟からなる）を、南庭に武術訓練のための対試場を配している。正庁の北東に位置する四室は至善堂と呼ばれた（後述）。
至善堂
正庁の北東に位置する四室。藩主の控室、その子弟の学習の場として使用された。襖や壁面には、和歌の扇面を掲げたと言われる。現在、襖には要石歌碑の碑文を記した掛け軸が掲げられている。
孔子廟
孔子廟は神儒一致の教義に基づき、1857年（安政4年）に鹿島神社とともに建立された。瓦葺き入母屋造り。屋上に鬼犾頭（きぎんとう）、鬼龍子（きりゅうし）を据えている。1945年（昭和20年）に焼失し、1970年（昭和45年）に再建された。
八卦堂
八卦堂は『弘道館記』を刻んだ石碑を納めた覆堂である。銅板葺きの八角堂。1945年（昭和20年）に焼失し、1953年（昭和28年）に再建された。
学生警鐘
学生警鐘は、弘道館内に時刻を知らせるものとして利用されていた。鐘楼は孔子廟の西側に建てられている。鐘の背面には「物学ぶ 人の為にと清かにも 暁告ぐる 鐘のこえかな」という斉昭の直筆がある。2009年（平成21年）3月、学生警鐘の保護を目的に、茨城県がレプリカを作成し、実物は弘道館内で展示を行った。
鹿島神社
常陸一の宮である鹿島神宮から、1857年（安政4年）に分祀された。社殿は1945年（昭和20年）の空襲により焼失し、1974年（昭和49年）の伊勢神宮の式年遷宮の際に風日祈宮の旧殿が譲渡され翌年に移築された。
種梅記碑
斉昭の自撰自筆による、偕楽園や弘道館など水戸に多くの梅を植えた由来を記したもの。梅を鑑賞するほか、実を梅干しにして戦に役立てるなどの目的などが記述されている。
高さ約198cm、幅約98cm、厚さ約27cmの斑石で、八卦堂の南側に建っている。碑石は損傷しており、上半分が風化して文字が読めない状態である。拓本は至善堂で見ることができる。
弘道館記碑
斉昭が弘道館建学の精神を記した『弘道館記』を刻んだ石碑である。園内の八卦堂内に設置されている。碑は高さ318cm、幅191cm厚さ55cmの巨大な寒水石製であり、斉昭自筆の書を刻んでいる。八卦堂は普段は閉じられており碑の現物を見ることはできないが、拓本を弘道館の正庁正席の間で見ることができる。碑は1945年（昭和20年）の戦災で八卦堂に直撃した焼夷弾のため損傷し、その後、1953年（昭和28年）と1972年（昭和47年）に修復がされた。2011年（平成23年）の東日本大震災で大きく崩れ、その修復作業が文化庁によってなされ2013年（平成25年）10月に完了した。その際、1953年（昭和47年）修復時に本体背面に施されたコンクリートが除去されてそれ以前の姿にほぼ復元され、11月18日には復旧記念式典が開かれた。
要石歌碑
鹿島神社に近い場所に設置されている。徳川斉昭による歌が刻まれている。大きさは高さ約203cm，幅約190cm、厚さ約34cmである。
歌の内容は「行く末も踏みなたかへそあきつ島 大和の道そ要なりける」(原文「行末毛 富美奈 太賀幣会 蜻島 大和乃道存 要 那里家流」)と、日本人の進む道について歌っている。
また、石碑の写しは弘道館内の至善堂に掛けられている。

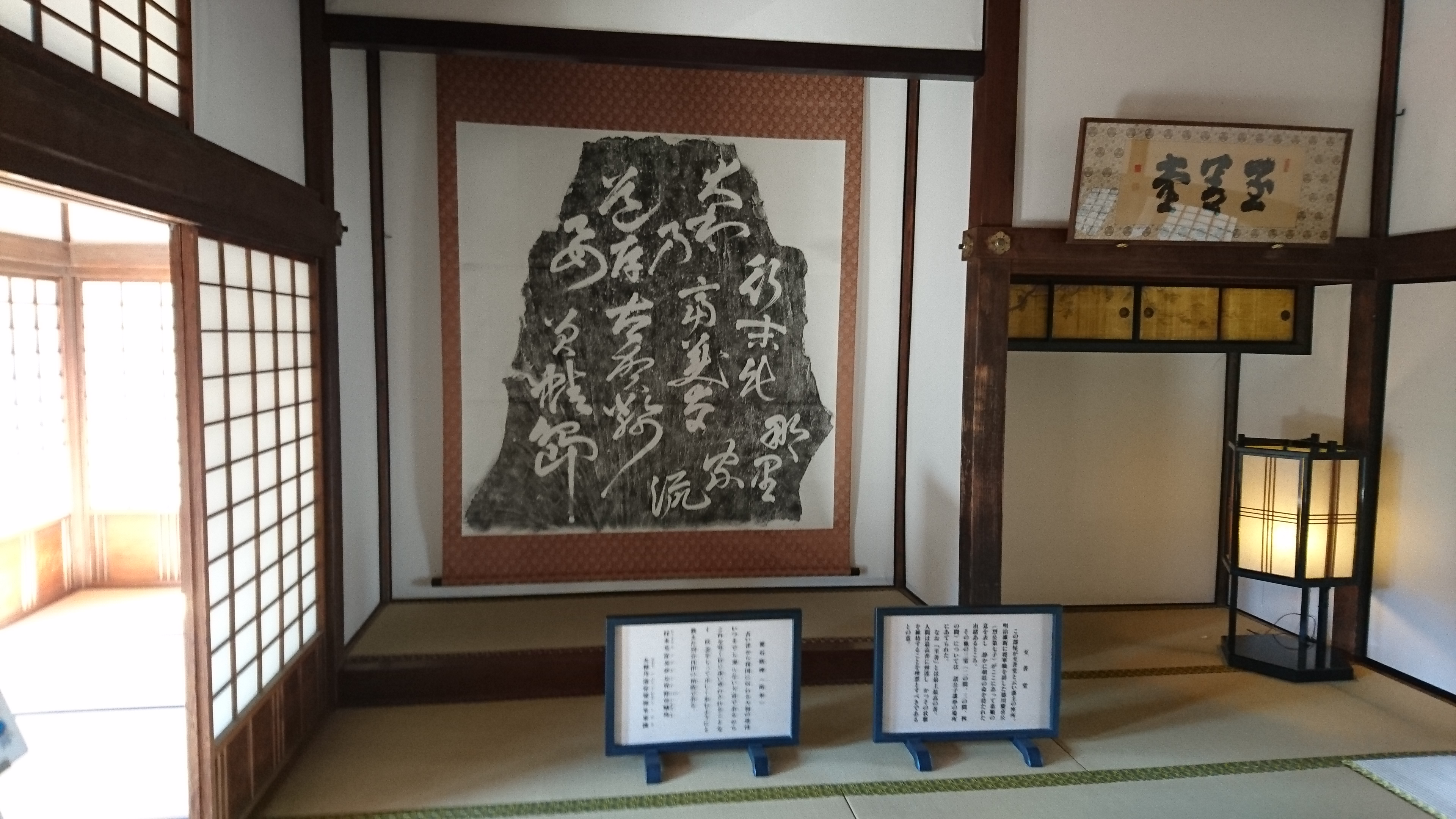
至善堂に掲げられた要石歌碑の掛け軸
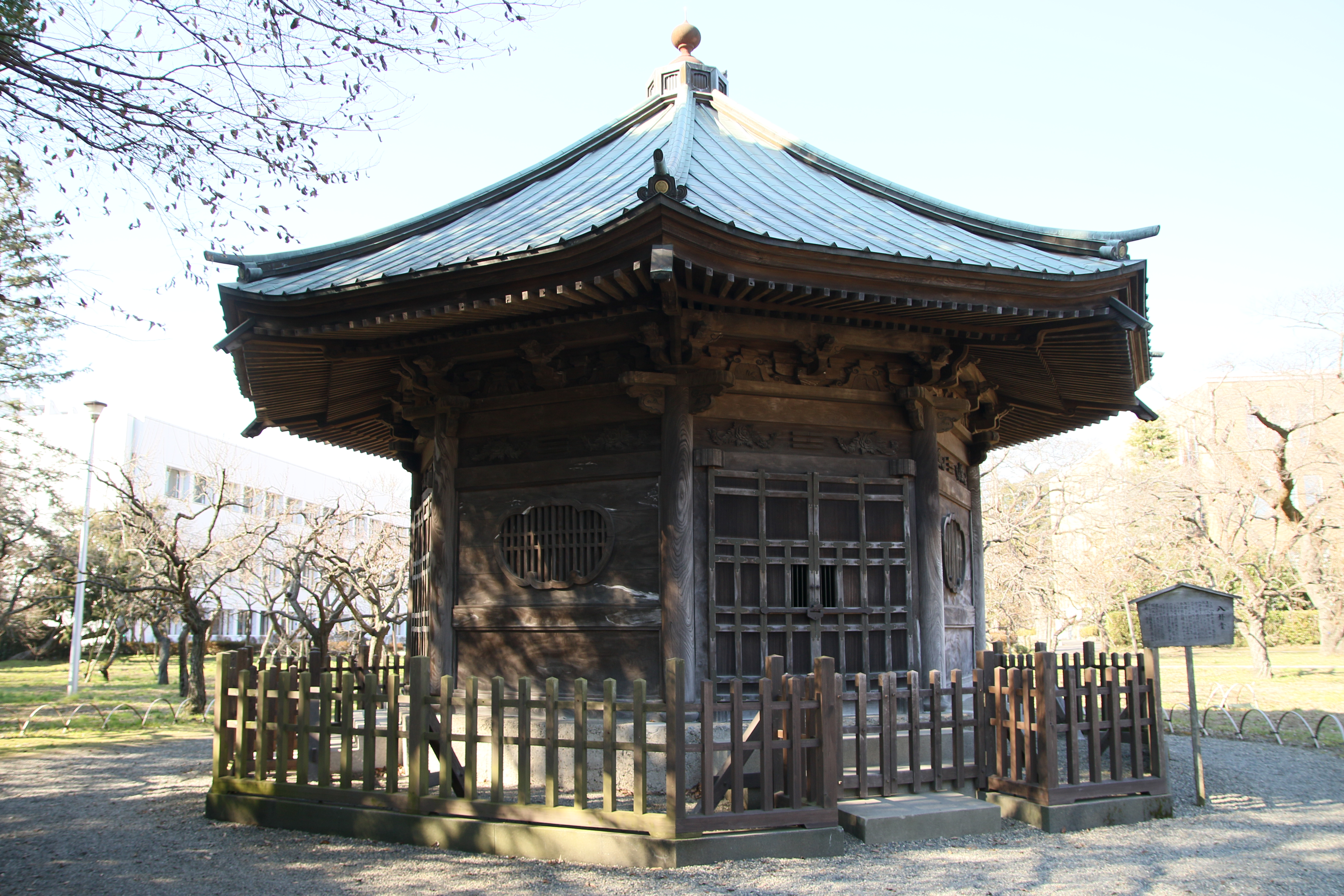
八卦堂
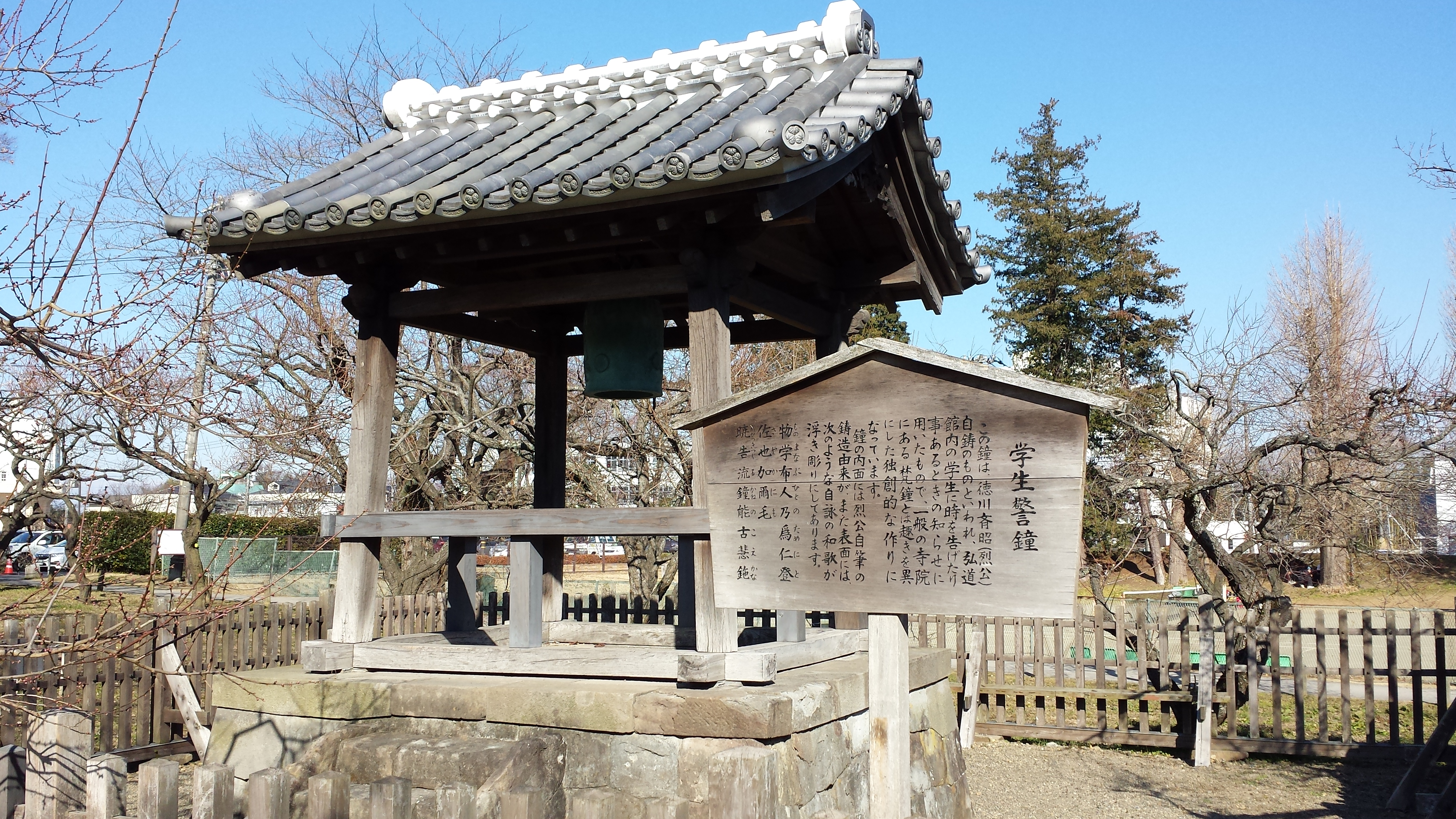
学生警鐘
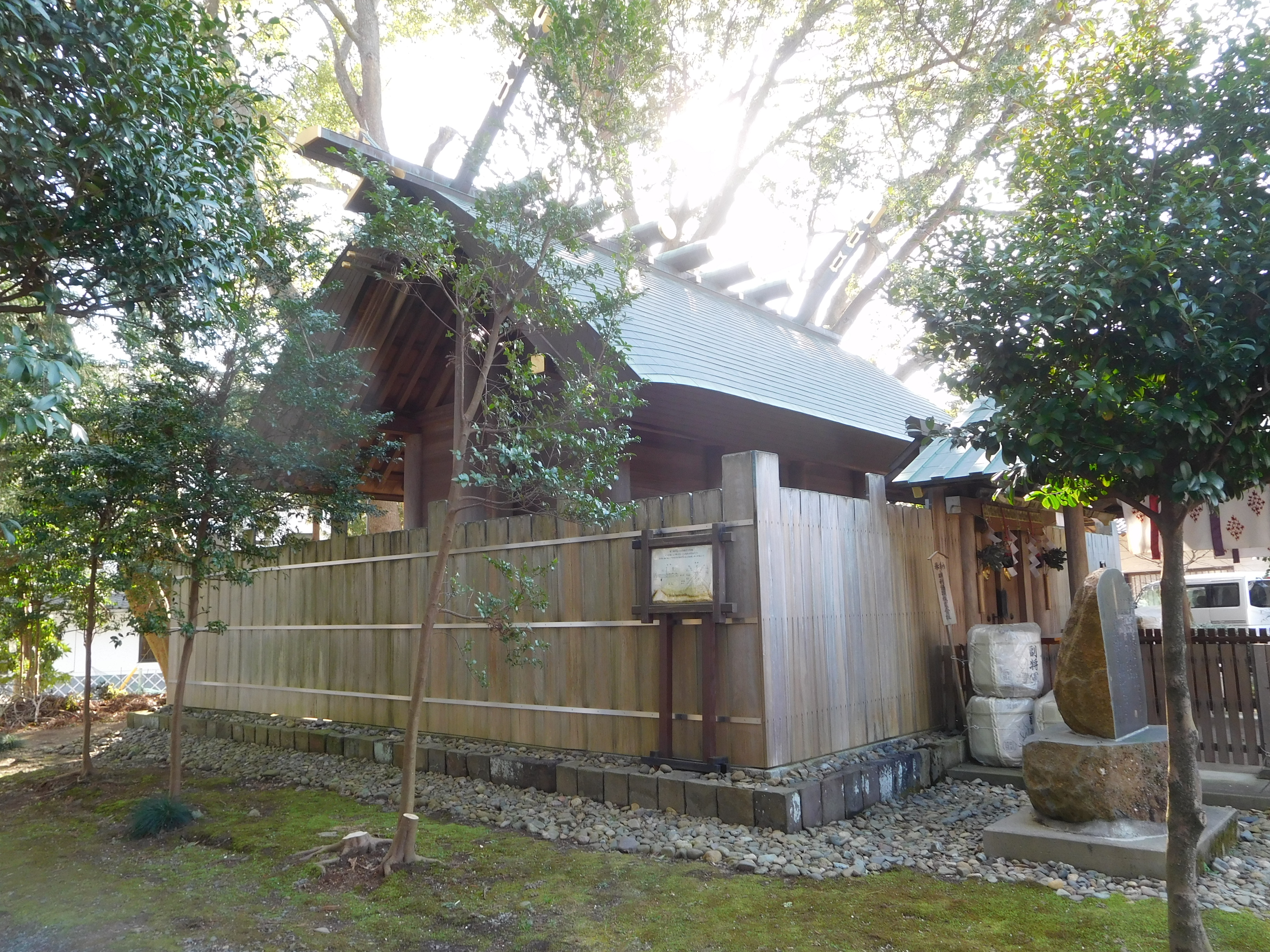
鹿島神社
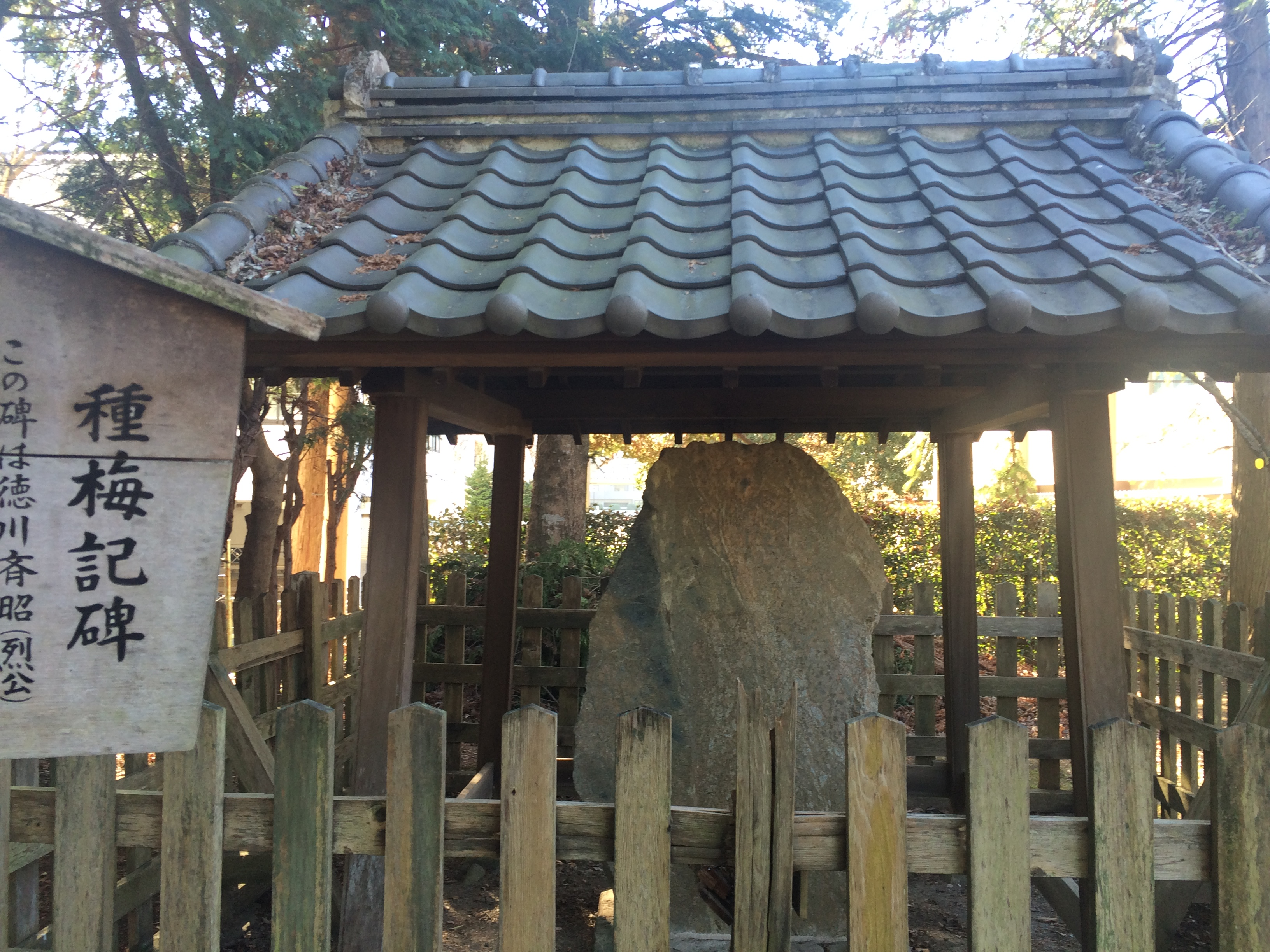
種梅記碑
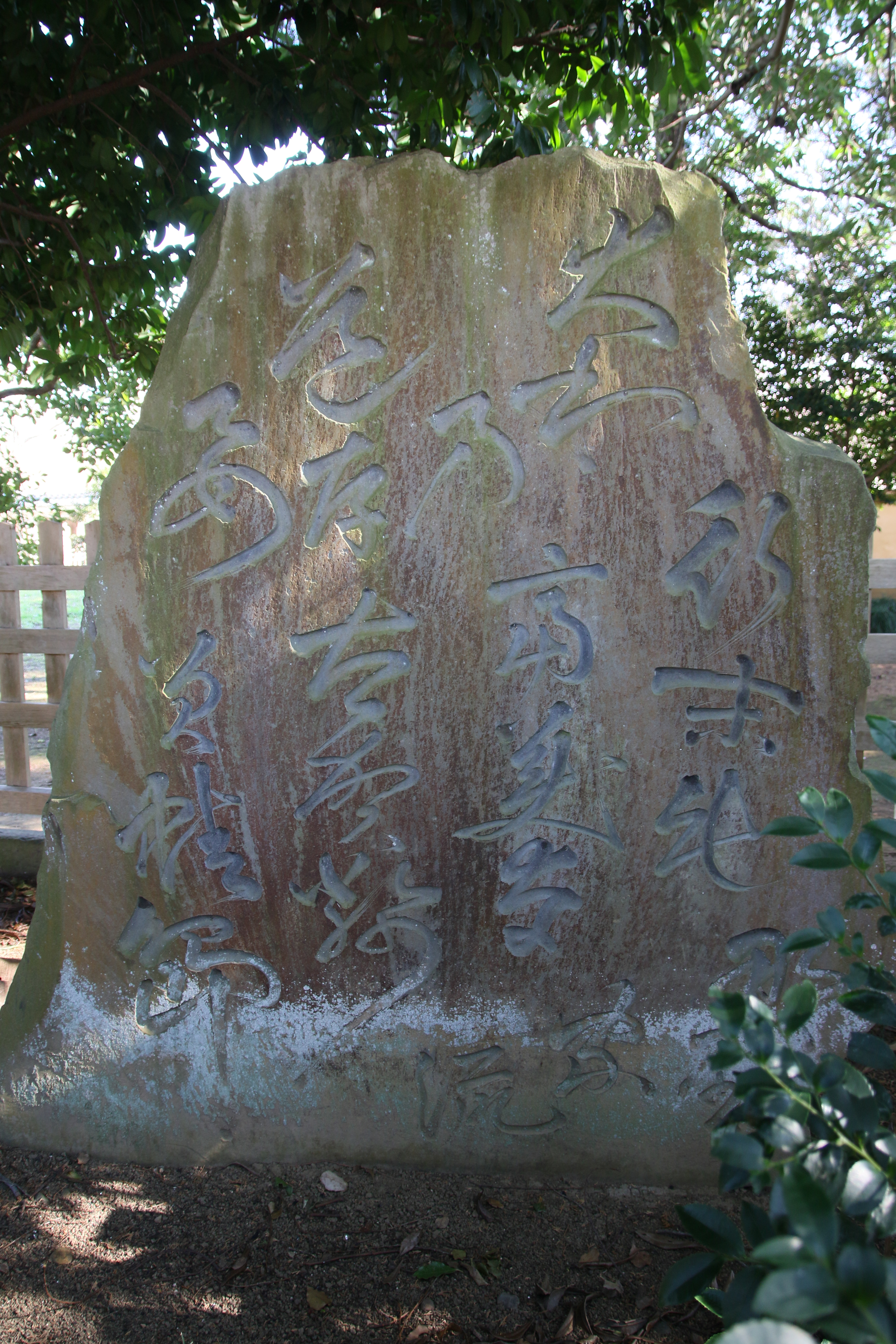
要石歌碑